# Протести в М'янмі (2021)
Протести в М'янмі 2021 року (також відомі як Весняна революція (бірм. နွေဦးတော်လှန်ရေး)) — народні протести в М'янмі, спричинені військовим переворотом, що стався 1 лютого 2021 року. Переворот було організувано Міном Аунгом Хлайном, головнокомандуючим збройними силами країни (Татмадо).

До 4 березня 2021 року було затримано щонайменше 1700 людей, і зафіксовано щонайменше 54 смертельні випадки. Протестувальники застосовували мирні та ненасильницькі форми протесту, які включають акти громадянської непокори, страйки, бойкоти, кампанію з «червоною стрічкою», громадські протести за офіційне визнання результатів виборів обраних представників.

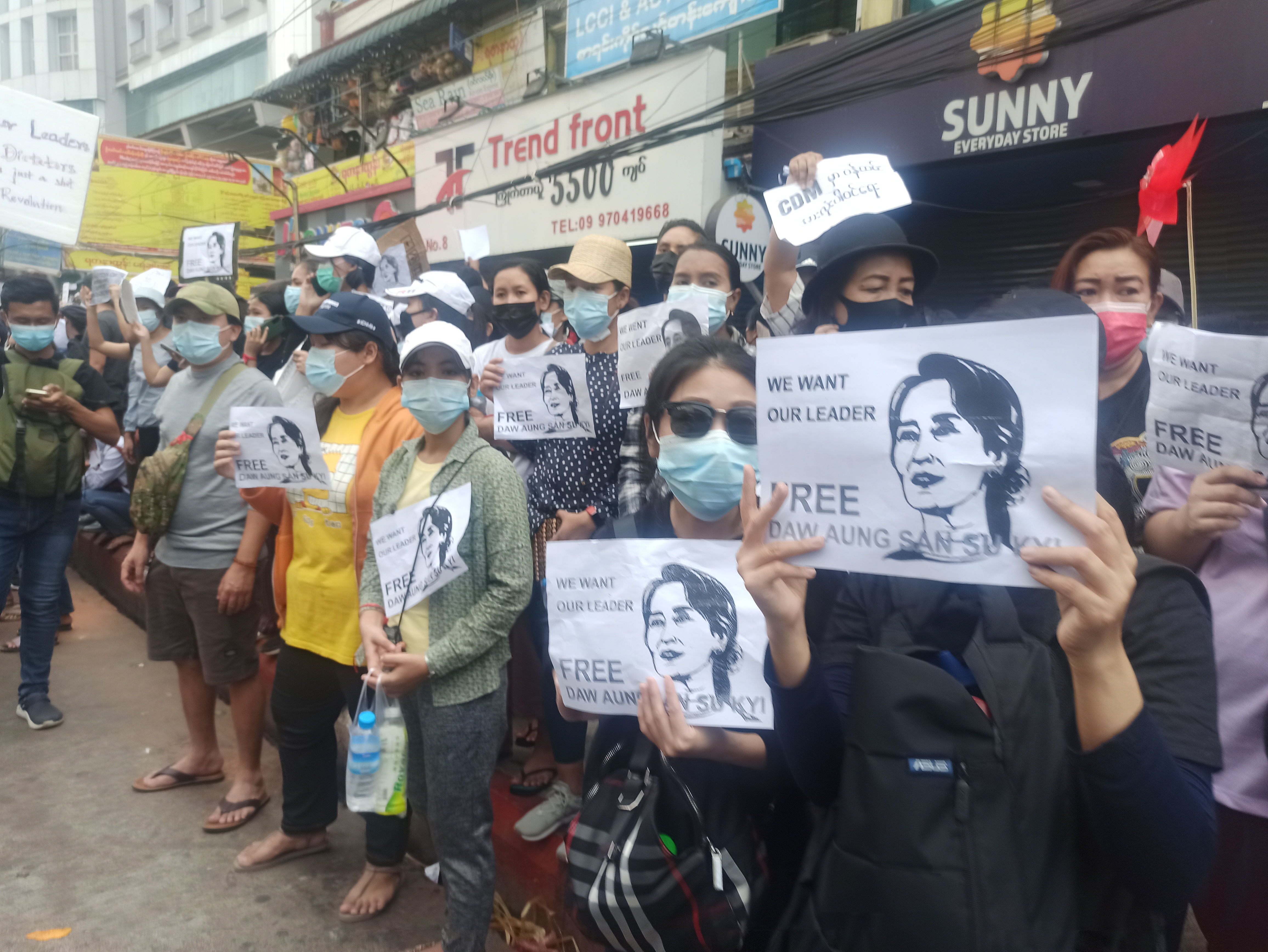
Протестувальники в Янгоні 8 лютого 2021

Багато протестувальників одягалися в одяг червоного кольору, що асоціюється з Національною лігою за демократію (НЛД). Пісня Kabar Ma Kyay Bu "(ကမ္ဘာမကျေဘူး) стала гімном повстання 8888 (1988 року), знову стала популярною як пісня протесту. Символом протесту став салют із трьох пальців, піднятих угору.
У відповідь на посилення руху протесту військові керівники перевороту вжили контрзаходи: відключення інтернету та соцмереж, відключення ЗМІ, арешти та кримінальні вироки для протестувальників, поширення дезінформації, політичні пропозиції політичним конкурентам для участі у самопризначеній Раді державного управління (на заміну обраного урядового органу), розгортання провійськових демонстрантів та підбурювачів та насильницького застосування сили для придушення протестів.

## Передумови
Переворот почалася вранці 1 лютого 2021 року, коли демократично обраних членів керівної партії М'янми (Національна ліга за демократію або НЛД), було повалено Татмадо, військовими, наділеними владою в Раді державного управління. Татмадо оголосив надзвичайний стан. Повноваження було передано Мін Аунг Хлаїнгу.
Переворот відбувся за день до того, як парламент М'янми мав привести до присяги членів, обраних на виборах у листопаді 2020 року. Президент Він М'їн та державний радник Аун Сан Су Чжі були затримані разом із міністрами та їх заступниками та членами парламенту.

## Перебіг подій
1 лютого представник НЛД Міо Н'юн повідомив, що Су Чжі, Він М'їн, Хан Тха М'їн та інших лідерів партії було зааршетовано в ході ранкового рейду. Н'юн додав, що найближчим часом його теж затримають. Численні канали зв'язку перестали працювати — телефонні лінії в столиці Найп'їдо були перервані, державна телекомпанія MRTV повідомила, що не може вести трансляцію через «технічні проблеми», а з 3:00 повідомлялося про масові збої роботи інтернету. У Найп'їдо й у найбільшому місті Янгоні було помічено військових.
Згодом військові оголосили по підконтрольному військовим Myawaddy TV, що взяли під свій контроль країну на один рік. У заяві, підписаній виконувачем обов'язків президента М'їн Шве, йдеться, що відповідальність за «законодавчу, виконавчу й судову владу» була передана Мін Аун Хлайну. Була скликана Національна рада оборони й безпеки під головуванням виконувача обов'язків президента М'їн Шве і вищих військових представників, після чого військові зробили заяву, в якій оголосили про проведення нових виборів, і що влада буде передана тільки після них. Всі банки-члени Банківської асоціації М'янми призупинили надання своїх фінансових послуг.
Військові також повідомили про усунення 24 міністрів і заступників, було названо 11 кандидатів на їх заміну. Співробітники медичних установ започаткували групу «Рух громадянської непокори» у соцмережах, до ранку 3 лютого в ній було 150 тисяч підписників. Ініціатори закликали сторони конфлікту до мирного вирішення конфлікту.
За 10 днів до перевороту країну відвідав міністр оборони Росії Шойгу. Росія давно постачає М'янмі зброю, відкрила там сервісний технічний центр. Серед зброї є така високотехнологічна зброя масового ураження, як МіГ-29 (30 шт), Як-130 (12 шт), десятки бойових вертольотів Мі-35П, Мі-24 та Мі-17, зенітні ракетні комплекси «Печора-2М».
Увечері 5 лютого за наказом влади М'янми було відключено роботу соцмереж Instagram і Twitter. 7 лютого протестувальники вимагали звільнення президента країни Він Мьїна і лідера Національної ліги за демократію Аун Сан Су Чжі, на протесті в Янгоні зібралося понад 3 тис. осіб.
9 лютого продовжилися протести людей проти перевороту, поліціянти відкрили вогонь по мітингувальникам.
19 лютого на протестах загинула 19-літня дівчина, яку поліціянти поранили в голову. М'я Тве Тве Хаїнг стала першою жертвою перевороту й протестів.
20 лютого під час розгону протестувальників у другому за величиною місті М'янми Мандалай, загинуло щонайменше двоє людей та шестеро було поранено.
28 лютого поліціянти застосували зброю для розгону демонстрантів, щонайменше 18 людей загинули, 30 було поранено. Того ж дня військові відсторонили представника країни при ООН Чжо Мо Туна за підтримку протестувальників.
3 березня стало найкривавішим днем із початку акцій громадянської непокори хунті. Силовики, які підтримують владу, відкривали вогонь по великих групах демонстрантів у кількох містах країни, зокрема, в Янґоні, Мандалаї, М'їнджані. Щонайменше 38 людей загинули. Щонайменше двоє убитих — підлітки.
21 березня поліція відкрила вогонь по протестувальникам, в результаті двоє протестувальників загинули.
26 березня від рук військових загинуло ще дев'ятеро протестувальників, ще щонайменше семеро людей було поранено.
27 березня вважається найбільш кривавим днем, повідомляється принаймні про 114 смертей протестувальників.
8 квітня — перший день відкритого збройного опору проти перевороту. Протестувальники відбивались від солдатів з мисливськими рушницями та саморобними бомбами у місті Тазе. Повідомляється про загибель 11 протестувальників.
3 травня протести посилилися, Сили безпеки М'янми відкрили вогонь по протестувальниках, в результаті чого загинуло 8 людей. 5 травня військова хунта заборонила супутникові тарілки та супутникове телебачення у країні. Було запроваджено покарання у вигляді року в'язниці і штрафу ~$320.

## Форми цивільного опору

### Рух за громадянську непокору та робочі страйки

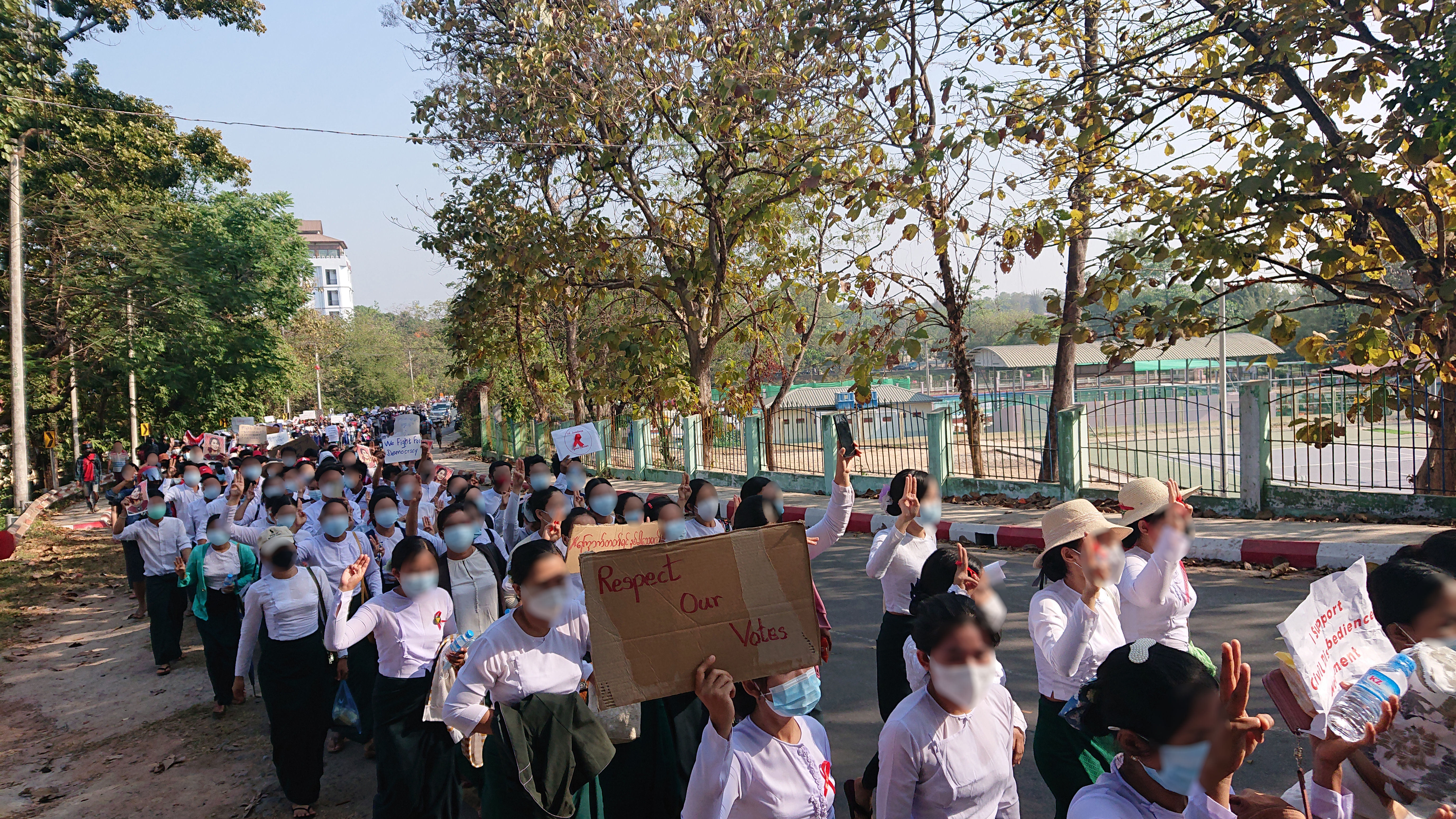
Група шкільних учителів у формі, що протестували в Пхаан 9 лютого 2021 року

2 лютого 2021 року медпрацівники та держслужбовці по всій країні, в тому числі в столиці Найп'їдо, почали протести. Група у Facebook «Рух за громадянську непокору», залучила понад 230 тис. прихильників вже незабаром після 2 лютого 2021 року. Експерт з питань державної служби підрахував, що в країні близько мільйона державних службовців і що близько трьох чвертей з них покинули роботу.

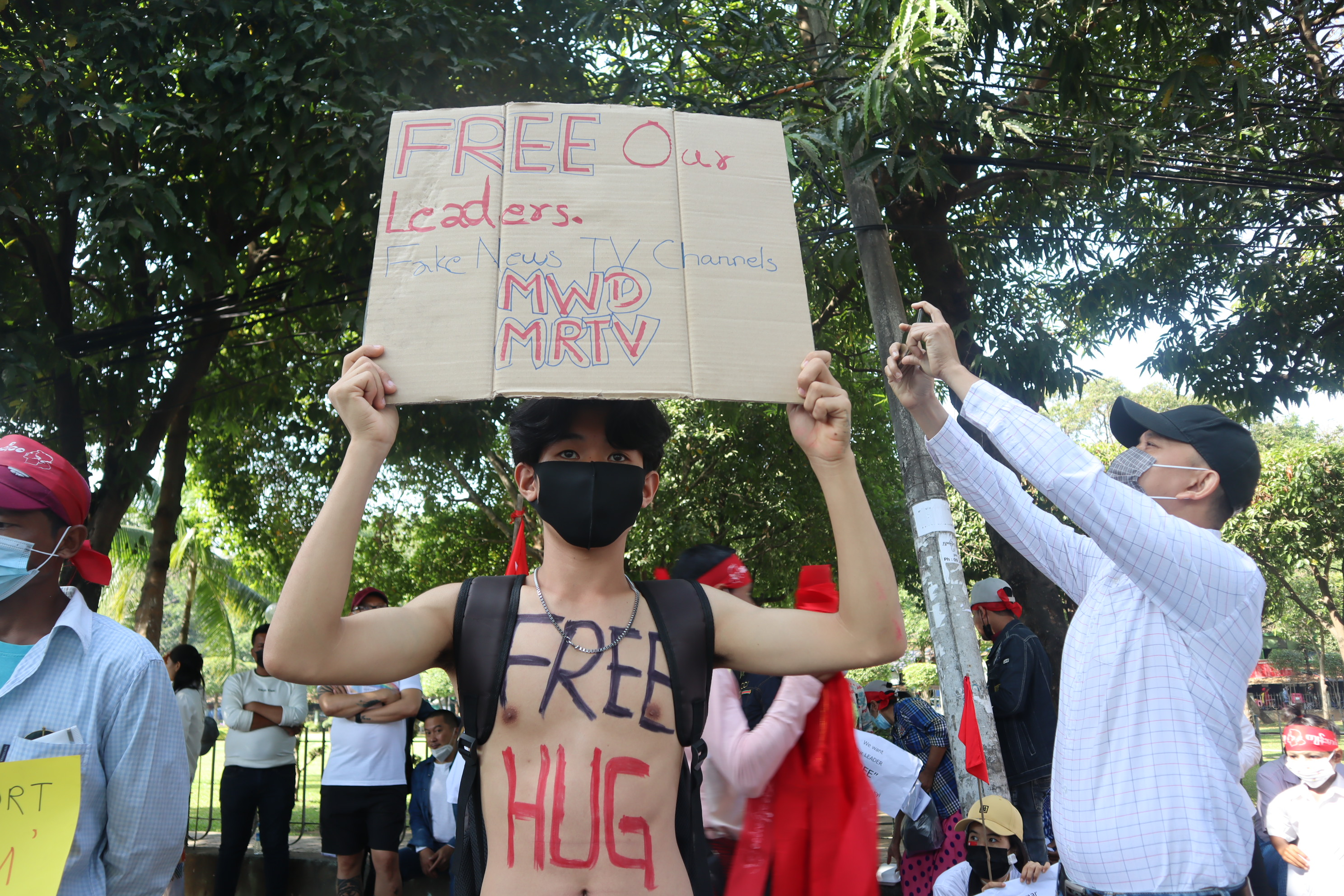
Підліток протестує проти військового перевороту

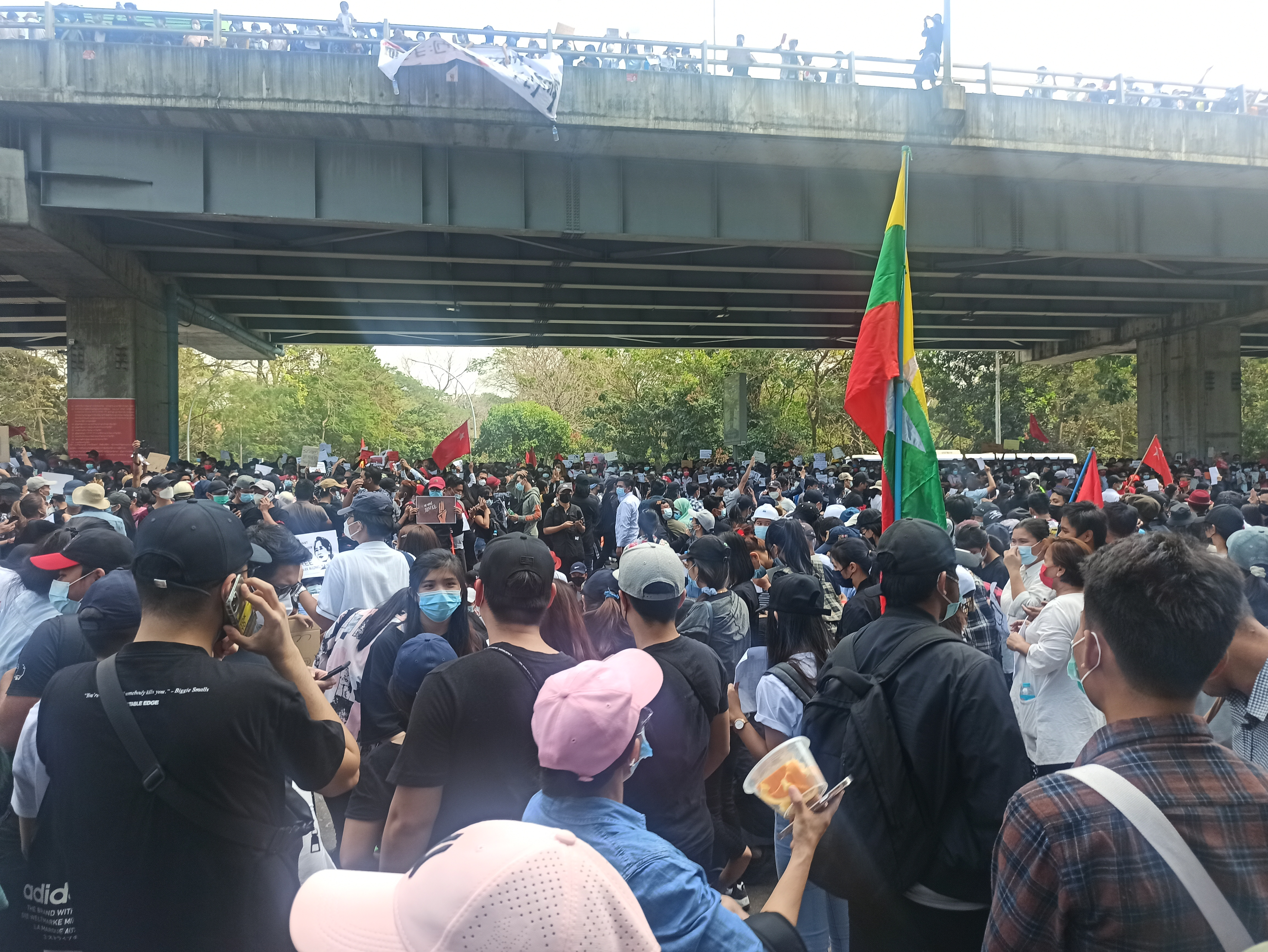
Протест під мостом Хледан

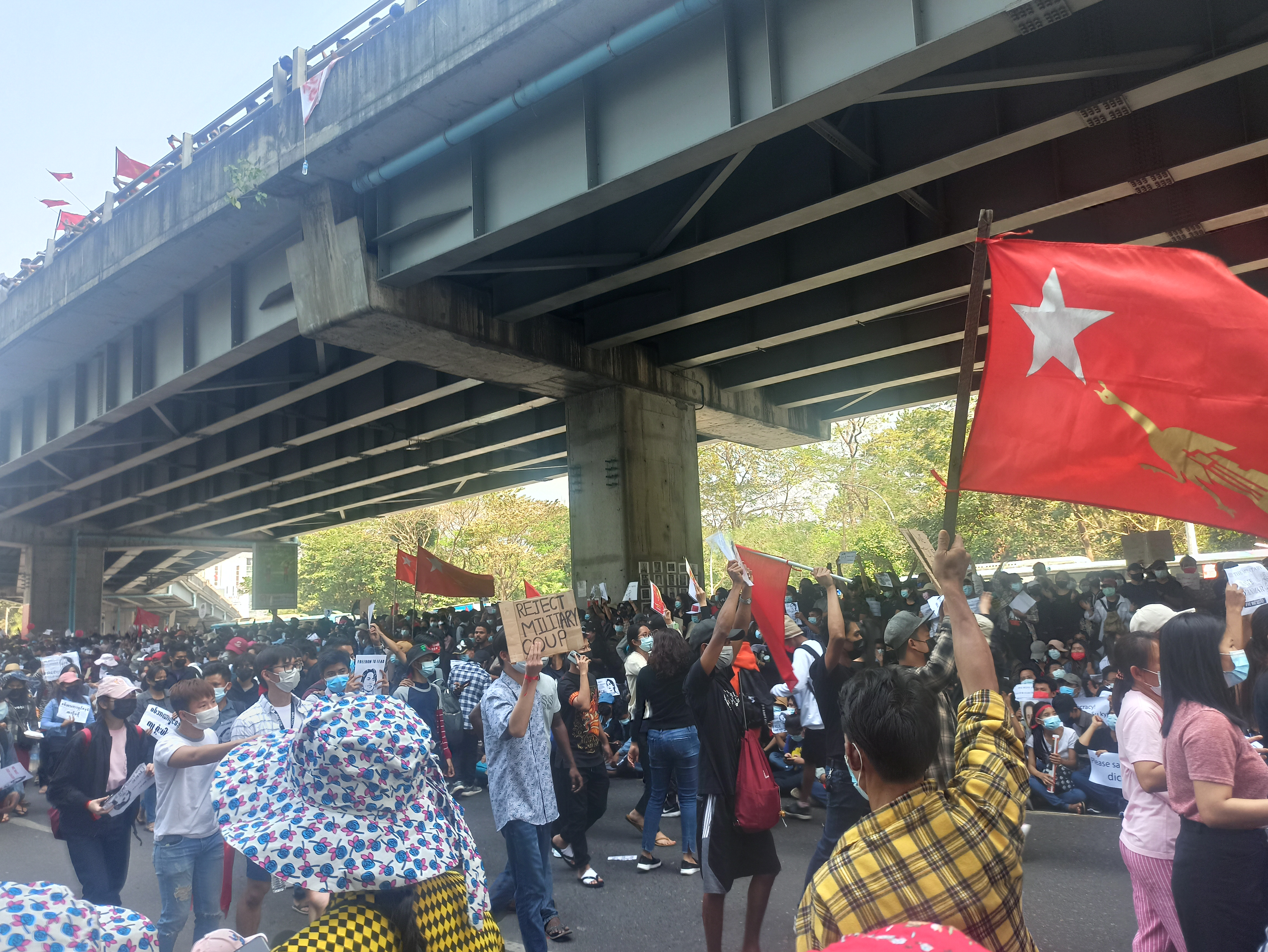
Протест на перехресті Хледан в Янгоні

### Бойкот
3 лютого 2021 року виник внутрішній рух за бойкот під назвою «Зупиніть підтримувати бізнес хунти», який закликає до бойкоту продуктів та послуг, пов'язаних із військовими. Серед товарних товарів та послуг у бізнес-портфелі бірманської армії є Mytel, місцевий оператор зв'язку, пиво Myanmar, Mandalay Beer та Dagon Beer, кілька марок кави та чаю, 7th Sense Creation, співзасновником якої є дочка Мін Аун Хлайн, та автобусні лінії.

### Громадські протести
6 лютого 2021 року в М'янмі були організовані перші масштабні акції протесту. Протести в основному були без лідерів. 20 тис. протестувальників взяли участь у вуличному протесті в Янгоні, закликаючи звільнити Аун Сан Су Чжи. Поліція оточила людей на перехресті дороги Інсійн-Хледан, не даючи їм рухатися далі. У протестах взяли участь 14 профспілок. У Хледані встановили поліцейські водомети, а в Суле — поліцейські барикади. Протести поширилися на Мандалай і в П'їнману.
7 лютого протести поширились на інші міста країни. Найбільші акції протесту в Янгоні залучили щонайменше 150 тис. людей. Вони вимагали звільнення Су Чжи та Він Мейнта, скандуючи гасло «наша справа» (ဒို့အရေး) та закликаючи до падіння диктатури. Громадські акції протесту також були організовані по всій Верхній М'янмі, включаючи міста Найп'їдо, Мандалай, Паган, Хпахант, Лашо, Магуе, Могок і П'єн Оо Львін, Таунджи, а також Нижню М'янму, включаючи міста Молам'яйн, Тавой, Патейн.

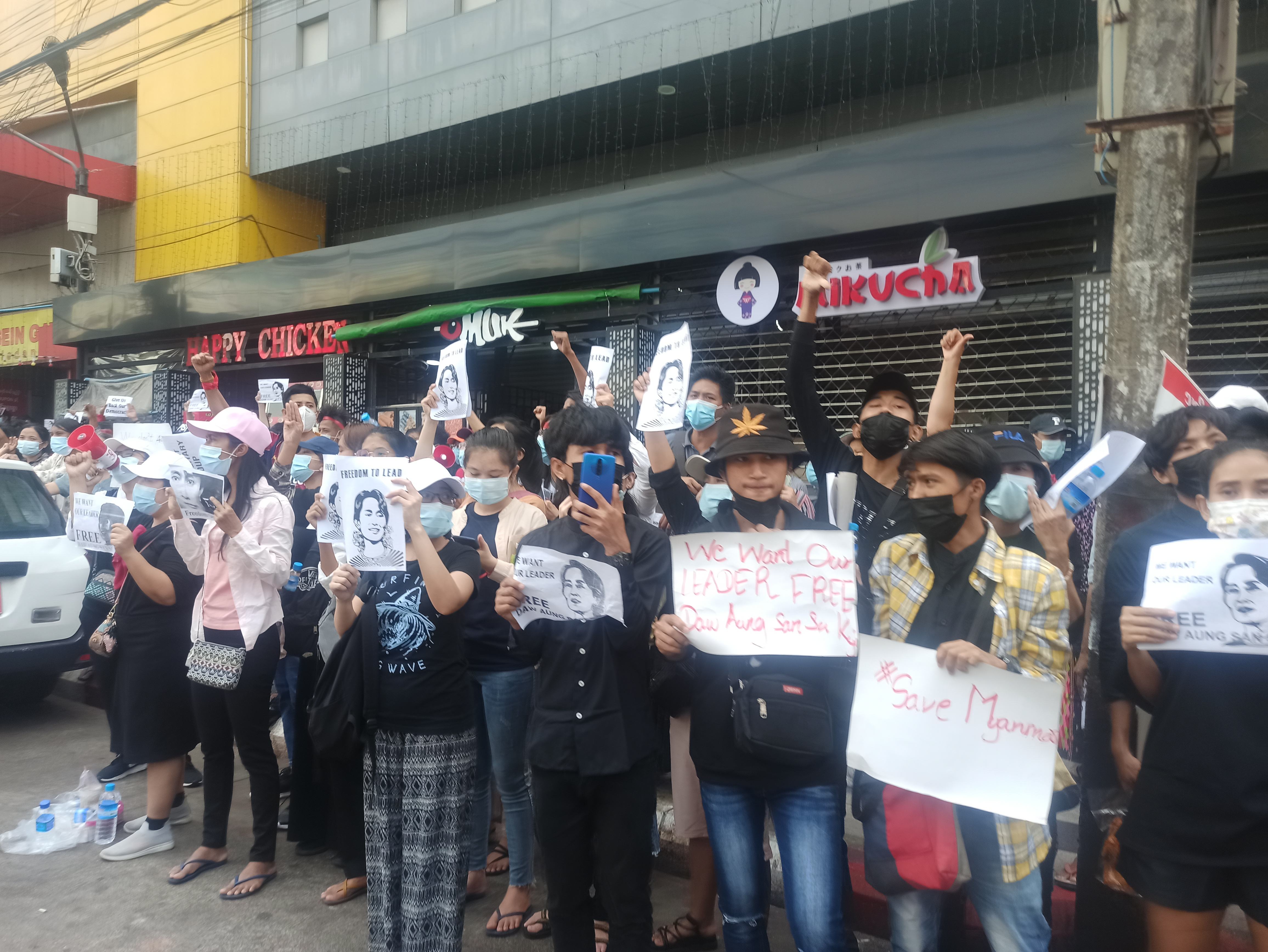
Демонстранти, що несуть плакати з декількома гаслами хештегів.

12 лютого, у день річниці Панлонської конференції в 1947 жорстокість методів поліціянтів зросла, почалася стрілянина, кількох людей було заарештовано.

### Визнання результатів виборів
Представники, обрані на виборах у листопаді 2020 року, не визнали легітимність державного перевороту. 4 лютого 2021 року близько 70 народних депутатів від НДД склали присягу в Найп'їдо, зобов'язуючись виконувати народний мандат і виконувати обов'язки депутатів на п'ятирічний термін. Наступного дня 300 обраних законодавців сформували комітет з ведення парламентських справ — Комітет, що представляє Плюдаунсу Глюттау (CRPH). Комітет провів своє перше засідання.
6 лютого 2021 року кілька політичних партій, включаючи Лігу національної демократії Шань (SNLD), Демократичну партію за нове суспільство (DPNS), Національну партію Карен та Національну партію Ашо Чін, оголосили, що відхилили пропозицію військових брати участь у Раді державного управління. Національно-прогресивна партія Каренні публічно засудила військовий переворот та згубний вплив державного перевороту на контроль за пандемією COVID-19 та поточними мирними переговорами та закликала НЛД та Збройні сили піти на компроміс з метою вирішення політичного конфлікту в країні.
7 лютого парламентський комітет засудив військовий переворот як «злочинний акт» і звільнив військовий кабінет Мін Аунг Хлаїнг як нелегітимний. Комітет посилався на військових, які порушили розділ 6 кримінального кодексу М'янми при поваленні цивільного уряду. CRPH порадив дипломатам ООН та міжнародному співтовариству зв'язатися з комітетом для обговорення офіційних питань уряду.
14 лютого Національний союз Карен опублікував заяву, в якій оголосив про свою громадську підтримку триваючих протестів, і охарактеризував захоплення влади військовими як крок до військової диктатури, що суперечить баченню національного примирення.

### Червона стрічка
3 лютого 2021 року медичні працівники М'янми почали кампанію «Червоної стрічки» (ဖဲကြိုး နီ လှုပ်ရှားမှု). Червоний колір асоціюється з Національною лігою за демократію (НЛД), чинною політичною партією, яка перемогла на виборах 2020 року. Популярний бірманський співак і випускник медичної школи Ні Ні Хін Зав публічно підтримав цю кампанію. Державні службовці та працівники М'янми, включаючи міністерства на рівні профспілок, прийняли червону стрічку як символ протидії військовому режиму. 5 лютого 2021 року видобувачі мідій на шахтах Киїнсінтаунг, які не змогли приєднатися до страйку, долучилися до кампанії «Червоної стрічки». 6 лютого 2021 року фабричні швейні виробники в промисловій зоні Такета долучилися до кампанії червоних стрічок.

## Жертви
3 березня 2021 року було розстріляно 38 протестувальників, 28 лютого було вбито вісімнадцять.
8 березня було підтверджено вбивство трьох протестувальників, двоє з них загинули від вогнепальних поранень в голову в М'їчина, штат Качин, одного було убито в містечку Фіар-Пон. Загалом до 16 березня було вбито щонайменше 138 протестувальників. Лише 13-14 березня було вбито 56 осіб.
27 березня, коли в М'янмі відзначається День Збройних Сил, повідомляється, загинуло найбільше жертв за попередній період. Повідомляється принаймні про 114 смертей протестувальників.
Перший день відкритого збройного опору проти перевороту відбувся 8 квітня, коли протестуючі відбилися проти солдатів з мисливськими рушницями та саморобними бомбами у місті Тазе. Прибуло підкріпленням військ, опір швидко припинився. Повідомляється про загибель 11 протестуючих. Таким чином, в М'янмі зафіксовано більше 600 смертей, пов'язаних з протестами проти державного перевороту, починаючи з 1 лютого 2020 року.

### Каял Сін
4 березня 19-річну Каял Сін було застрелено в голову під час мітингу, коли силовики використали бойові патрони для розгону демонстрації. Після смерті активістки, було опублікувано кілька її фото з демонстрацій у футболці з гаслом «Все буде добре», це останній відомий її знімок перед смертю.

### У Хін Маунг Лат
7 березня 58-річний У Хін Маунг Лат, голова партії «Національна ліга за демократію», керівної партії до державного перевороту 2021 року, був знайдений мертвим у військовому шпиталі. Свідки заявили, що його було побито під вартою та допитано після арешту в його будинку в містечку Пабедан.

## Міжнародна реакція
Генеральна Асамблея Організації Об'єднаних Націй заявила 17 травня 2021 року закликала «негайного припинити» передачу зброї військовій хунті М'янми. Проект підтримується Європейським Союзом, Великою Британією, США, Південною Кореєю. Він також вимагає від військових «припинити надзвичайний стан» і негайно припинити «всяке насильство проти мирних демонстрантів». Він також закликає до негайного і безумовного звільнення президента Win Myint, державного радника Aung San Suu Kyi та всіх, хто був «самовільно затриманий, звинувачений або заарештований» з часу державного перевороту 1 лютого. Проект також закликає реалізувати консенсус з п'яти пунктів, досягнутий на останньому саміті АСЕАН.